# 福建兔
福建兔是福建省的地方兔种，由本地野兔驯化而来，分布于全省各地，其中以福清、长乐、罗源、连江、大田、尤溪、晋江、安溪、永春、德化、上杭、永定、武平、长汀、连城等15个县（市、区）饲养较多。
福建兔为小型肉用兔种，分为白毛、黄毛、黑毛、灰毛等品系，以白毛和黄毛为多数。其中黄毛系和黑毛系已经分别在福州市连江县和龙岩市上杭县建立保种场。福建兔眼睛虹膜有红、黑、天蓝等颜色，其中白兔的虹膜多为红色。
福建兔是人工养殖本地野兔并长期驯化而成，至今仍有穴居的生活和繁殖习性。母兔年产仔5-6胎，每胎产仔8-10只。